# 張奫
張奫（6世纪—606年），本名大渊，后世因避讳李渊将他改名奫，字文懿，自称清河郡东武城县人，家住淮州淮阴，隋朝将领。張双之子。
張奫好读兵书，尤善刀楯。北周时，淮陰郭子冀引入陳軍，張双想要率子弟攻打郭子冀，还没有決断。張奫赞成父亲的计划，打败了郭子冀，以此知名，初任州主簿。
楊堅在北周担任丞相，任命張奫为大都督，统領乡兵。隋朝建立，賀若弼驻守寿春，張奫在他属下常常去侦察敌情，平定南朝陳立功。進位開府儀同三司，封文安县子。一年后，率水軍到京口討伐笮子游，在和州打败薛子建。召還入朝，受位大将軍。在楊素属下再征江南，在越州討高智慧，在饶州破吴世華。進位上大将軍，歴任抚州刺史、显州刺史、齐州刺史，有能干的好名声。598年，担任行軍总管，在漢王楊諒属下参加遠征高句麗。隋軍多有潰败，只有張奫的軍队保全归還。仁寿年間，转任潭州総管，在任三年去世。其子張孝廉。

## 延伸阅读
[在维基数据编辑]
 《隋書·卷64》，出自魏徵《隋书》